# Geranomyia bezzii
Geranomyia bezzii là một loài ruồi trong họ Limoniidae. Chúng phân bố ở miền Cổ bắc.